# Chiesa di San Silvestro al Quirinale
La chiesa di San Silvestro al Quirinale è un luogo di culto cattolico di Roma, situato sul colle del Quirinale, nella parte centrale di via Ventiquattro Maggio, nel rione Trevi.

## Storia
Sorse probabilmente nel IX secolo, anche se risulta menzionata per la prima volta solo nel 1030: in origine era chiamata Santo Stefano in Caballo (dall'antico nome del colle che la ospita, Monte Cavallo), poi in Arcioni. Secondo l'Armellini, la chiesa, dal XII secolo ebbe anche il nome di San Silvestro in Biberatica. Nel 1524 la chiesa venne ricostruita e affidata, con l'annesso convento, ai frati domenicani, e poi, nel 1566, ai padri teatini che ne fecero la loro casa di formazione per i novizi. Gli annessi furono costruiti, secondo Pirro Ligorio, sulle rovine del tempio di Serapide al Quirinale.
Il convento passò al demanio dello Stato dopo l'annessione del Lazio al Regno d'Italia e venne trasformato in caserma: tra il 1873 e il 1877 la chiesa ebbe rifatta la facciata dall'architetto Andrea Busiri Vici, che si ispirò agli esempi del tardo cinquecento romano.

### L'«accorciamento» della chiesa

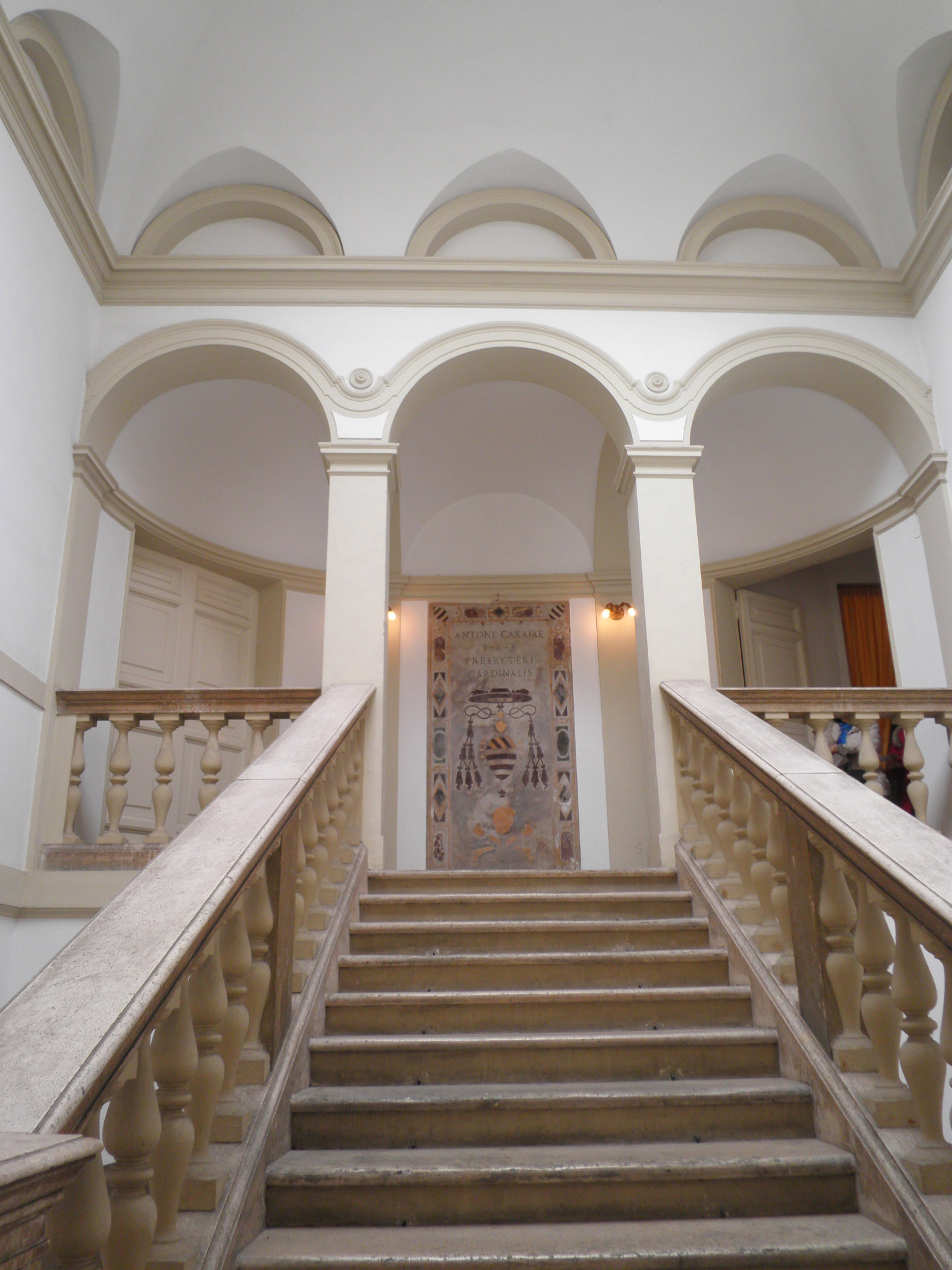
La scala interna di accesso

Il rifacimento ottocentesco fu dovuto alla espansione urbanistica della nuova capitale intervenuta a fine Ottocento, che interessò fra l'altro il colle Quirinale e il Viminale, creando i nuovi assi viari - ampi e rettilinei - di Via Nazionale e via Cavour, destinati ad assicurare collegamenti rapidi tra la Stazione Termini (e le nuove sedi ministeriali) e il centro direzionale rinascimentale.
Il dislivello tra la piazza dell'Esedra delle Terme di Diocleziano e i Mercati di Traiano venne regolarizzato, su via Nazionale, in un leggero declivio costante, che richiese da una parte riempimenti (e fu così che san Vitale rimase sotto il piano stradale) e dall'altra lo sbancamento di una parte del parco di Villa Aldobrandini.
Analogo problema si presentò per regolarizzare il tracciato dell'attuale via 24 maggio, in modo da normalizzarne la pendenza verso via Nazionale. A questo scopo, e per consentire sufficiente ampiezza alla strada che raccordava il palazzo reale del Quirinale con la nuova via Nazionale, della chiesa di san Silvestro vennero demolite la facciata e le prime due cappelle. La chiesa si trovò inoltre a essere sopraelevata di circa 9 metri rispetto al nuovo piano stradale. Il problema dell'accesso fu risolto lasciando un portale "teatrale" sul piano strada e costruendo una scala interna (con ingresso da un portoncino a fianco) per accedere alla chiesa.
L'ingresso in questo modo non è più frontale, come normalmente accade, ma avviene, dopo aver salito due rampe di scale discretamente ripide, dal transetto sinistro, con un singolare effetto di spaesamento.

## Descrizione

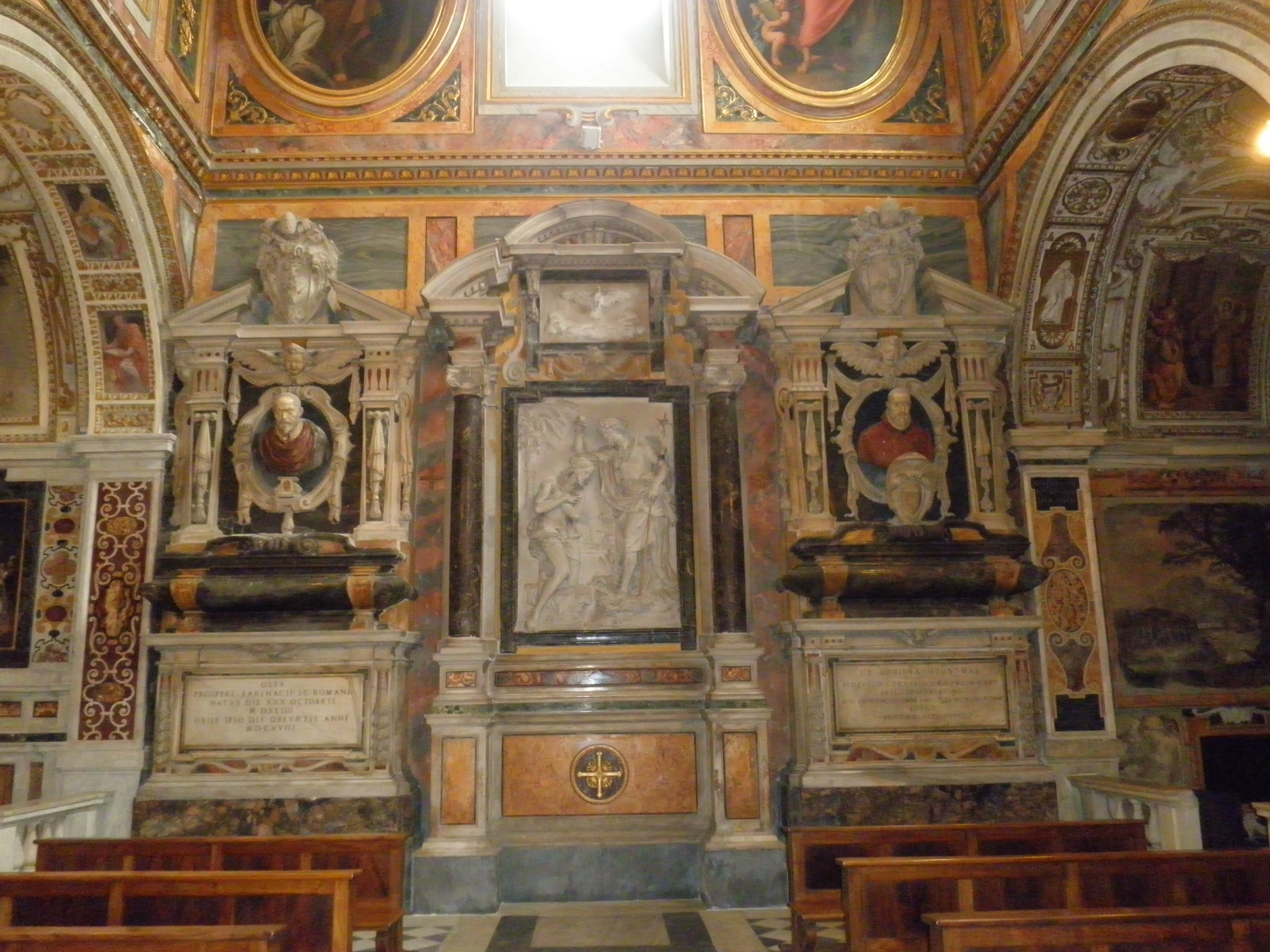
La controfacciata

La chiesa è a croce latina e navata unica, con due cappelle per lato, cupola e profondo presbiterio. Il soffitto a cassettoni, dorato e decorato con scene bibliche, è della seconda metà del XVI secolo e attribuito a Flaminio Boulanger.
Addossati alla controfacciata sono i monumenti funebri al cardinale Federico Cornaro (dello scultore Giovan Battista Della Porta) e a Prospero Farinacci, oltre alla lapide funebre del card. Giacomo Sannesio, posta dal fratello m.se Clemente.
Conserva numerosi dipinti degli artisti Marcello Venusti, Jacopo Zucchi, Raffaellino da Reggio, Polidoro da Caravaggio, Maturino da Firenze, del Cavalier d'Arpino e di Giacinto Gimignani. I sei ovali divisi tra la controfacciata e i due lati della navata sono opera di Stefano Pozzi.
Annessa alla chiesa è la cappella Bandini, in fondo al transetto sinistro, opera di Ottaviano Mascherino (1580 - 1585), a pianta ottagonale con cupola e lanternino. Nella cappella il cardinale Ottavio Bandini volle il proprio monumento sepolcrale (sulla parete sinistra) e quello dei propri genitori (sulla parete destra), con i rispettivi ritratti.
All'interno sono conservati l'Assunzione, lavagna di Scipione Pulzone, e i tondi della cupola affrescati nel 1628 dal Domenichino con scene bibliche; nelle nicchie angolari sono collocate le sculture in stucco di Alessandro Algardi (Santa Maria Maddalena e San Giovanni, 1628) e di Francesco Mochi (San Giuseppe e Santa Marta).